# ジョゼフ・ベルトラン
ジョゼフ・ルイ・フランソワ・ベルトラン（Joseph Louis François Bertrand、1822年3月11日 - 1900年4月5日）は、フランスの数学者。数論、微分幾何学、確率論、経済学、熱力学の分野で活躍した。

## 経歴
エコール・ポリテクニークとコレージュ・ド・フランスで教授を務めた。フランス科学アカデミーのメンバーであり、26年間常任書記を務めた。父は医師のAlexandre Jacques François Bertrandであり、兄は考古学者のAlexandre Bertrandである。父はジョゼフが9歳の時に死去したが、代数および初等幾何学の概念を学習および理解するのに支障はなく、9歳の時にラテン語を流暢に話すことができていた。11歳のときにエコール・ポリテクニークの課程に聴講生として参加した（オープンコース）。11歳から17歳までで2つの学士号、免許、および電気の数学的理論に関する論文でPhDを取得し、1839年の入学試験でエコール・ポリテクニークに初めて入学した。
1845年に、n > 3のときnと2n − 2の間に少なくとも1つの素数があると予想した。1850年にチェビシェフがこの予想を証明した。これは現在ベルトランの仮説と呼ばれている。また、ベルトランの逆説として知られる確率論の分野における逆説で有名であった。ゲーム理論にもベルトランにちなんで名づけられた逆説がある（ベルトランの逆説 (経済学)）。1849年、初めて現在デデキント切断と呼ばれるものを使用して実数を定義した。
誤差論と最小二乗法に関するカール・フリードリヒ・ガウスの研究をフランス語に翻訳した。
経済学の分野では、寡占の理論に関する研究、具体的にはフランスの数学者アントワーヌ・オーギュスタン・クールノーのクールノー競争モデル(1838)をレビューした。彼のベルトラン競争モデル(1883)により、クールノーは非常に誤解を招く結論に達したと主張した。彼は戦略変数として数量ではなく価格を使用してモデルを作り直し、これにより均衡価格は単に競争価格であることを示した。
著書Thermodynamiqueの第7章において、熱力学的エントロピーと温度は可逆的なプロセスに対してのみ定義されることを指摘した。彼はこれを指摘した1人である。
1858年にスウェーデン王立科学アカデミーの外国人会員に選出された。

## 著書
- Traité de calcul différentiel et de calcul intégral (Paris : Gauthier-Villars, 1864–1870) (2 volumes treatise on calculus)
- Rapport sur les progrès les plus récents de l'analyse mathématique (Paris: Imprimerie Impériale, 1867) (report on recent progress in mathematical analysis)
- Traité d'arithmétique (L. Hachette, 1849) (arithmetics)
- Thermodynamique (Paris : Gauthier-Villars, 1887)
- Méthode des moindres carrés (Mallet-Bachelier, 1855) (translation of Gauss's work on least squares)
- Leçons sur la théorie mathématique de l'électricité / professées au Collège de France (Paris : Gauthier-Villars et fils, 1890)
- Calcul des probabilités  (Paris : Gauthier-Villars et fils, 1889)[4]
- Arago et sa vie scientifique (Paris : J. Hetzel, 1865) (biography of Arago)
- Blaise Pascal (Paris : C. Lévy, 1891) (biography)
- Les fondateurs de l'astronomie moderne: Copernic, Tycho Brahé, Képler, Galilée, Newton (Paris: J. Hetzel, 1865) (biographies)

## 関連文献
- Struik, D.J. (1970–1980). “Bertrand, Joseph Louis Francois”. Dictionary of Scientific Biography. Vol. 2. New York: Charles Scribner's Sons. pp. 87–89. ISBN 978-0-684-10114-9.